# Johann Baptist Arbinger
Johann Baptist Arbinger (* 6. Mai 1819 in Haidendorf; † 5. März 1890 in Esing) war katholischer Geistlicher und Reichstagsabgeordneter.
Arbinger war Pfarrer in Grafendorf und Dekan in Esing.
Von 1871 bis 1881 war er für den Wahlbezirk Pfarrkirchen und die Patriotenpartei Mitglied der bayerischen Kammer der Abgeordneten. Von 1877 bis 1881 war er für den gleichen Wahlkreis und das Zentrum Mitglied des Deutschen Reichstags.